# Eilema auriflua
Eilema auriflua là một loài bướm đêm thuộc phân họ Arctiinae, họ Erebidae.